# Agrostis pyrenaea
Agrostis pyrenaea é uma espécie de gramínea do gênero Agrostis, pertencente à família Poaceae.